# Moçambiqueturako
Moçambiqueturako (Tauraco livingstonii) är en fågel i familjen turakor inom ordningen turakofåglar.

## Utseende och läte
Moçambiqueturako är en spektakulärt färgad grön turako med huvudtofs. I flykten syns stora karmosinröda fläckar på vingarna. Arten är lik både spetstofsad turako och knysnaturako, men överlappar knappt i utbredningsområde med dessa. Vidare är tofsen kortare än hos spetstofsad turako, men längre än hos knysnaturako. Lätet är en accelererande serie med "kow"-toner.

## Utbredning och systematik
Moçambiqueturako delas in i tre underarter:
- Tauraco livingstonii reichenowi – förekommer i Tanzania (bergen Nguru och Uluguru och höglandet i Njombe)
- Tauraco livingstonii cabanisi – förekommer vid kustnära låglämta områden från Tanzania till Moçambique och nordöstra Zululand
- Tauraco livingstonii livingstonii – förekommer i höglandet i Malawi, Moçambique och östra Zimbabwe

Underarten cabanisi inkluderas ofta i reichenowi.

## Levnadssätt
Moçambiqueturako hittas i skog. Där beter den sig som en typisk turako, studsande genom träden och bara tillfälligt flygande med snabba vingslag och långa glid. 

## Status och hot
Arten har ett stort utbredningsområde, men tros minska i antal, dock inte tillräckligt kraftigt för att den ska betraktas som hotad. Internationella naturvårdsunionen IUCN listar arten som livskraftig (LC).

## Namn
Fågelns vetenskapliga artnamn hedrar Charles Livingstone (1821-1873), skotsk missionär och upptäcktsresande, bror till David Livingstone. Charles Livingstone var sin brors sekreterare på dennes Zambeziexpedition 1858-1863 och arbetade senare som brittisk konsul i Fernando Póo, Benin, Biafra och Niger 1864-1873. Fram tills nyligen kallades den livingstoneturako även på svenska, men justerades 2023 till ett enklare och mer informativt namn av BirdLife Sveriges taxonomikommitté.